# Saint-Ouen-sur-Iton
Saint-Ouen-sur-Iton és un municipi francès situat al departament de l'Orne i a la regió de Normandia. L'any 2007 tenia 861 habitants.

## Demografia

### Població
El 2007 la població de fet de Saint-Ouen-sur-Iton era de 861 persones. Hi havia 322 famílies de les quals 56 eren unipersonals (12 homes vivint sols i 44 dones vivint soles), 123 parelles sense fills, 115 parelles amb fills i 28 famílies monoparentals amb fills.
La població ha evolucionat segons el següent gràfic:
Habitants censats

### Habitatges
El 2007 hi havia 368 habitatges, 335 eren l'habitatge principal de la família, 21 eren segones residències i 12 estaven desocupats. 360 eren cases i 9 eren apartaments. Dels 335 habitatges principals, 270 estaven ocupats pels seus propietaris, 62 estaven llogats i ocupats pels llogaters i 3 estaven cedits a títol gratuït; 1 tenia una cambra, 11 en tenien dues, 38 en tenien tres, 80 en tenien quatre i 206 en tenien cinc o més. 256 habitatges disposaven pel capbaix d'una plaça de pàrquing. A 139 habitatges hi havia un automòbil i a 178 n'hi havia dos o més.

### Piràmide de població
La piràmide de població per edats i sexe el 2009 era:
| Homes | Edats   | Dones |
| ----- | ------- | ----- |
| 0     | 95 o +  | 0     |
| 0     | 90 a 94 | 4     |
| 0     | 85 a 89 | 8     |
| 4     | 80 a 84 | 8     |
| 8     | 75 a 79 | 16    |
| 24    | 70 a 74 | 8     |
| 16    | 65 a 69 | 16    |
| 24    | 60 a 64 | 24    |
| 12    | 55 a 59 | 16    |
| 32    | 50 a 54 | 16    |
| 36    | 45 a 49 | 36    |
| 64    | 40 a 44 | 56    |
| 44    | 35 a 39 | 56    |
| 12    | 30 a 34 | 20    |
| 12    | 25 a 29 | 8     |
| 20    | 20 a 24 | 24    |
| 24    | 15 a 19 | 36    |
| 40    | 10 a 14 | 48    |
| 28    | 5 a 9   | 24    |
| 16    | 0 a 4   | 8     |

## Economia
El 2007 la població en edat de treballar era de 562 persones, 419 eren actives i 143 eren inactives. De les 419 persones actives 399 estaven ocupades (210 homes i 189 dones) i 21 estaven aturades (10 homes i 11 dones). De les 143 persones inactives 56 estaven jubilades, 50 estaven estudiant i 37 estaven classificades com a «altres inactius».

### Ingressos
El 2009 a Saint-Ouen-sur-Iton hi havia 357 unitats fiscals que integraven 930,5 persones, la mediana anual d'ingressos fiscals per persona era de 18.892 €.

### Activitats econòmiques
Dels 40 establiments que hi havia el 2007, 1 era d'una empresa extractiva, 2 d'empreses alimentàries, 5 d'empreses de fabricació d'altres productes industrials, 6 d'empreses de construcció, 13 d'empreses de comerç i reparació d'automòbils, 3 d'empreses de transport, 2 d'empreses d'hostatgeria i restauració, 1 d'una empresa financera, 5 d'empreses de serveis i 2 d'empreses classificades com a «altres activitats de serveis».
Dels 10 establiments de servei als particulars que hi havia el 2009, 2 eren tallers de reparació d'automòbils i de material agrícola, 1 paleta, 1 guixaire pintor, 3 fusteries, 1 perruqueria, 1 agència de treball temporal i 1 restaurant.
Dels 2 establiments comercials que hi havia el 2009, 1 era una botiga de menys de 120 m² i 1 una fleca.
L'any 2000 a Saint-Ouen-sur-Iton hi havia 18 explotacions agrícoles que ocupaven un total de 810 hectàrees.

## Equipaments sanitaris i escolars
El 2009 hi havia una escola elemental integrada dins d'un grup escolar amb les comunes properes formant una escola dispersa.

## Poblacions més properes
El següent diagrama mostra les poblacions més properes.